# Vridutjärnen (Älvdalens socken, Dalarna, 681347-138354)
Vridutjärnen är en sjö i Älvdalens kommun i Dalarna och ingår i Dalälvens huvudavrinningsområde. Sjön har en area på 0,0826 kvadratkilometer och ligger 506,9 meter över havet.

## Delavrinningsområde
Vridutjärnen ingår i det delavrinningsområde (681337-138393) som SMHI kallar för Mynnar i Bliksån. Medelhöjden är 521 meter över havet och ytan är 1,62 kvadratkilometer. Det finns inga avrinningsområden uppströms utan avrinningsområdet är högsta punkten. Vattendraget som avvattnar avrinningsområdet har biflödesordning 5, vilket innebär att vattnet flödar genom totalt 5 vattendrag innan det når havet efter 399 kilometer. Avrinningsområdet består mestadels av skog (95 procent). Avrinningsområdet har 0,08 kvadratkilometer vattenytor vilket ger det en sjöprocent på 5 procent.